# بول ج. هيويت
بول جي. هيويت (بالإنجليزية: Paul G. Hewitt)‏ هو فيزيائي أمريكي، ملاكم سابق، مكتشف ظواهر لليورانيوم، كاتب، ورسام كاريكاتوري ولد في ساوجوس، ماساتشوستس في عام 1931. يعيش هيويت في سان بطرسبرج، فلوريدا مع زوجته.

## انجازاته
- الجائزة الأولى للعلوم - مهرجان أفلام التعليم الأمريكي (1977)
- الجمعية الأمريكية لمعلمي الفيزياء ، جائزة Millikan (1982)
- تكريم من منحة بول ج. هيويت لمعلمي فيزياء المرحلة الثانوية (تأسست عام 2002)